# We Still Crunk!
We Still Crunk! – drugi studyjny album grupy muzycznej Lil Jon & the East Side Boyz.

## Lista utworów
1. "We Still Crunk"
2. "I Like Dem Girlz"
3. "Where Dem Girlz At?" (feat. Skyy)
4. "Bounce Dat @$$" (feat. 6 Shot & Chyna Whyte)
5. "Nothins Free" (feat. Oobie)
6. "Let My Mutts Go" (feat. Too Short & Quint Black)
7. "Just a Chick" (feat. Too Short & Chyna Whyte)
8. "Da Maurier" (feat. VP)
9. "Take 'Em Out"
10. "Uhh Ohhh" (feat. Khujo Goodie z Goodie Mob & Bohagon)
11. "Put Yo Hood Up"
12. "Move" (feat. Three 6 Mafia, YoungBloodZ, Chyna Whyte & Don Yute)
13. "Screw Security" (feat. LG's & Bohagon)
14. "Shut Down" (feat. Paine, Loko of Big Oomp Records, Intoxicated z Big Oomp Records, Chyna Whyte & Bizarre)
15. "I Like Dem Girlz (Remix)" (feat. Too Short & Chyna Whyte)
16. "It Ain't Over"
17. "We Don't Need That" (feat. Bohagon)